# Pentyrch
Pentyrch är en ort och community i Storbritannien.   Den ligger i kommunen Cardiff och riksdelen Wales, i den södra delen av landet, 220 km väster om huvudstaden London. 
Pentrych är en ort i den nordvästra delen av kommunen Cardiff, men utgör inte en del av staden Cardiff. I Pentrych community ingår också byarna Creigiau och Gwaelod-y-Garth.